# Нумиции
Нуми́ции (или Нуми́зии; лат. Numicii) — древнеримский патрицианский род. Известен один представитель рода, занимавший должность консула во времена ранней Республики. Позднее, в IV веке до н. э., упоминается Нумиций в должности народного трибуна, что может говорить о переходе рода в плебейское сословие.

## Имя рода
Имя рода Нумициев, возможно, происходит от названия реки Нумиций (Нумик), над которой, по преданию, был похоронен Эней.

## Родовые имена
В раннюю эпоху Римской республики у Нумизиев известен носитель преномена Тит (лат. Titus). Позднее встречаются имена Тиберий (лат. Tiberius), Гай (Gaius) и Луций (Lucius).

## Ветви рода
На раннем этапе становления Республики в данном роду возникает когномен Приск (лат. Priscus — «древний»); в историографии, впрочем, известен лишь один персонаж с таким прозванием. Гораздо позднее, уже в конце существования республиканского строя, в античных источниках можно встретить прозвище Нукула.

## Представители рода
- Тит Нумиций Приск — консул Римской республики в 469 году до н. э., вместе с Авлом Виргинием Трикостом Целиомонтаном. Являлся главнокомандующим римским войском в войне с вольсками[5][6];
- Тиберий Нумиций — народный трибун 320 до н. э., коллега Квинта Мелия[7]). Был одним из сторонников заключения мира с самнитами после неудачного сражения в Кавдинском ущелье. После неодобрения мирных условий сенатом Тиберий был выдан самнитам[8];
- Гай Нумиций — гастат четвёртого легиона римской армии в битве при Аускуле в ходе Пирровой войны. В бою отрубил хобот слону противника, показав, что слоны смертны, и тем уменьшив страх римских солдат перед «вулканическими быками»[9];
- Гай Нумизий — магистрат (претор) в 177 году до н. э., управлявший Сицилией[10];
- (Нумизий) Нукула (II в. до н. э.), политический оппонент некоего Деция, упоминаемый Луцилием[11];
- Луций Нумизий Нукула (ум. после 44 до н. э.), септемвир по распределению земли в 44 году до н. э[2][3][4][12][13][14];
- Нумиций — адресат одного из посланий Горация, в котором появляется крылатое выражение «Нечему удивляться!»[15]. Возможно, идентичен предыдущему;
- Публий Нумизий Пика Цезиан (I в. до н. э. — I в[16].), начальник конницы не позднее 14 года[17], занимавший должности квестора-пропретора в Азии и народного трибуна в промежутке между 27 годом до н. э. и 14 годом[18]. По одной из версий[19], приходился внуком упомянутому Марком Теренцием Варроном некоему Минуцию Пике[20] (ум. после 54 до н. э[21].), другу Аппия Клавдия Пульхра[22];
- Луций Нумизий, либертин Луция, Агафемер (I в.), жрец-августал, живший в I веке[23];
- Квинт Камурий Нумизий Юниор (ум. после 161), консул-суффект 161 года.